# NLE Choppa
Брайсон Лашан Поттс (англ. Bryson Lashun Potts; род. 1 ноября 2002, Мемфис, Теннесси, США), более известный под сценическим именем NLE Choppa — американский рэпер, певец и автор песен. Свой первый хит — сингл «Shotta Flow» выпустил в 2019 году, он был удостоен платиновой сертификации RIAA и попал в топ-40 чарта Billboard Hot 100. Его дебютный мини-альбом, Cottonwood, также был выпущен в 2019 году.
NLE Choppa выпустил свой дебютный студийный альбом Top Shotta 7 августа 2020 года. Он вошел в топ-10 американского чарта Billboard 200 и включает в себя синглы «Camelot» и «Walk Em Down» (при участии Родди Рича), оба из которых попали в топ-40 чарта Billboard Hot 100. Свой дебютный микстейп, From Dark to Light, NLE Choppa выпустил 1 ноября того же года. Его второй микстейп, Me vs. Me, был выпущен 28 января 2022 года.

## Ранняя жизнь
Поттс родился от ямайской матери и афро-американского отца. Он вырос в Мемфисе, штат Теннесси, в районе Parkway Village, и учился в средней школе Кордовы, где играл в баскетбол. Он начал читать фристайл с друзьями в 14 лет и начал серьёзно относиться к музыке в 15 лет.

## Музыкальная карьера

NLE Choppa 7 сентября 2022 года

### 2018—2019: Начало, успех, контракт со звукозаписывающей компанией иCottonwood
Менеджером NLE Choppa является его мать, Анджела Поттс, которая руководит им с тех пор, как он начал проявлять интерес к рэпу. Он выпустил свою первую песню «No Love Anthem» в марте 2018 года под сценическим именем YNR Choppa. 22 июля он выпустил свой дебютный микстейп No Love the Takeover. В декабре он появился на «No Chorus Pt. 3», песне его группы Shotta Fam. Его вступительный куплет и танцевальные движения в сопутствующем музыкальном видео выделили его из группы и вызвали шумиху в интернете.
После стремительного роста популярности он выпустил свой переломный сингл «Shotta Flow». За месяц клип набрал 10 миллионов просмотров. Спустя несколько дней после релиза издание Pitchfork назвало трек «Песней дня», отметив его энергичную подачу и добавив, что «всякий раз, когда камера переключается на него [Chopp’у], он исполняет новый танец». Песня попала в чарт Billboard Hot 100 в мае 2019 года, дебютировав на 96-м месте. Позднее она заняла 36-е место. Официальный ремикс при участии Blueface и клип, снятый режиссером Коулом Беннеттом, были выпущены в июне, вскоре после того, как оригинальная версия песни была удостоена платиновой сертификации RIAA.
В феврале он выпустил сиквел песни, «Shotta Flow 2». За два месяца клип набрал 20 миллионов просмотров, что побудило Карла Ламарра из Billboard заявить, что его «недавний успех заставил умолкнуть всех недоброжелателей». Примерно в это же время появилась информация о том, что Choppa стал причиной торга между несколькими ведущими звукозаписывающими лейблами, в ходе которого цена на него достигла 3 миллионов долларов. Он отклонил предложения от Republic Records, Interscope Records, Caroline, однако вместо этого подписал контракт с независимой дистрибьюторской компанией UnitedMasters, сохранив при этом авторские права на песни и издательство. В марте он выпустил новый сингл под названием «Capo», клип на который был представлен на Worldstarhiphop. Также в марте он отметился в песне Birdman и Juvenile «Dreams». В апреле 2019 года NLE выпустил очередной сингл под названием «Birdboy», спродюсированный SGULL.
В мае Choppa выпустил новый сингл «Blocc Is Hot», продюсером которого выступил ATL Jacob. Он был написан в честь его любимого рэпера детства Лил Уэйна. Через несколько дней он выступил на музыкальном фестивале Beale Street Music Festival в Мемфисе. Боб Мер из The Commercial Appeal высоко оценил его выступление, сказав, что «он сделал многое, чтобы воспользоваться возможностью выступить на большой сцене в своем родном городе» и что «в его карьере, вероятно, будет еще много запоминающихся моментов в Мемфисе». 14 июня 2019 года он выпустил сингл «Free YoungBoy», который был спродюсирован CashMoneyAP. Музыкальное видео набрало более 19 миллионов просмотров на YouTube. Название этой песни — отсылка к рэперу YoungBoy Never Broke Again, который был арестован за стрельбу и потому что нарушил условия условно-досрочного освобождения. Эта песня стала первым релизом его собственного лейбла No Love Entertainment (NLE), который он запустил в партнерстве с лейблом Warner Records. По данным журнала Billboard, No Love Entertainment планирует выпуск новой музыки от NLE Choppa. 13 сентября 2019 года он выпустил новый сингл под названием «Camelot». Песня заняла 37-е место в американском чарте, став его вторым хитом в топ-40 после «Shotta Flow». 20 декабря 2019 года NLE Choppa выпустил свой дебютный мини-альбом под названием Cottonwood. В EP, названный в честь района, в котором он вырос, вошли ранее выпущенные синглы «Side» и его хит «Shotta Flow» вместе с ремиксом на него при участии Blueface. В состав альбома также вошел совместный трек с Meek Mill. В тот же день в поддержку релиза Cottonwood был выпущен одноименный короткометражный фильм.

### 2020:Top Shotta,From Dark to Light

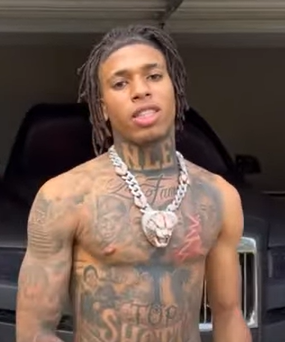
NLE Choppa в 2020 году

Дебютный студийный альбом NLE Choppa Top Shotta изначально планировался к выпуску в начале 2020 года, и ему предшествовали несколько синглов. 19 марта он выпустил ведущий сингл альбома «Walk Em Down» при участии Родди Рича. 12 июня 2020 года он выпустил «Shotta Flow 5», четвертый сиквел его сингла 2019 года «Shotta Flow». 30 июля вышел сингл «Narrow Road», записанный при участии Lil Baby. Через неделю, 7 августа, состоялся релиз альбома Top Shotta. 11 августа 2020 года NLE Choppa был включен в список «XXL's 2020 Freshman Class». 5 сентября Choppa пообещал прекратить читать рэп о насилии, заявив, что ему есть о чем поговорить и он хочет «распространять позитив и пробуждать людей». 15 октября он анонсировал свой новый проект под названием From Dark to Light, который был выпущен 1 ноября, в день его рождения. На обложке микстейпа музыкант изображен сидящим со скрещенными ногами на природе, с бабочками вокруг и радугой вдалеке, что символизирует его новый творческий курс. 23 октября NLE выпустил музыкальное видео на свою песню «Narrow Road» при участии Lil Baby. Клип набрал более 200 миллионов просмотров на YouTube.

### 2021 — наст. время:Me vs. Me
Choppa в своем твите объявил о выходе «Shotta Flow 6», а в феврале 2021 года — «Walk Em Down 2» с Lil Durk. Последняя песня вошла в его третий микстейп Me vs. Me, который был выпущен 28 января 2022 года. Он состоит из 16 треков и содержит гостевые участия от Янг Тага, Polo G, G Herbo и Moneybagg Yo. Сингл «Shotta Flow 6» был выпущен 28 января 2022 года вместе с музыкальным видео. Это седьмой сингл с альбома Me vs. Me (2022) и шестая часть из серии «Shotta Flow».

## Музыкальный стиль
NLE Choppa известен своим оживлённым вокалом и энергичным рэпом, который он особенно удачно использовал в своем сингле «Shotta Flow». Его песни также были описаны как мелодичные, хотя и одновременно тяжёлые. Джессика МакКинни из журнала Complex заявила, что в своих песнях он обычно «дикий и раздражительный».

## Проблемы с законом

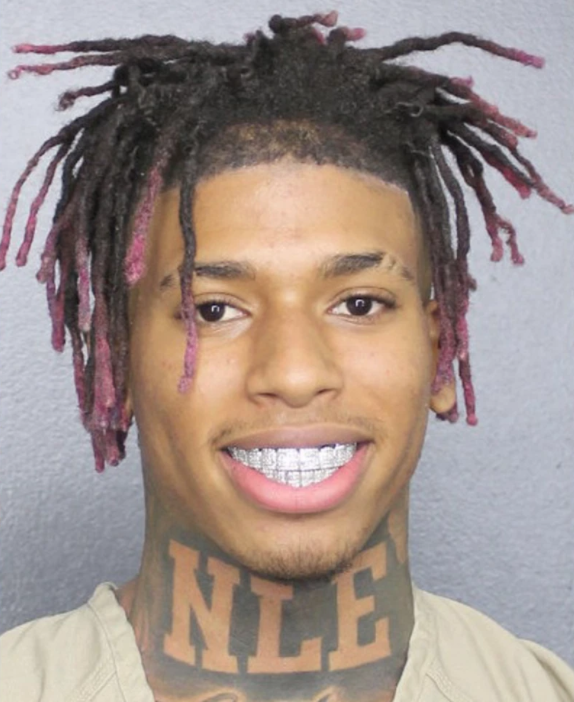
Магшот NLE Choppa в марте 2021 года

В неустановленное время NLE Choppa отбывал срок в центре для несовершеннолетних. Он никогда не раскрывал, за что его арестовали, но он сказал, что время, проведённое под стражей, побудило его изменить свою жизнь. В одном из эпизодов своего сериала на YouTube The Rise of NLE Choppa он сказал, что содержание под стражей ему очень помогло и открыла ему глаза на жизнь.

## Личная жизнь
У NLE Choppa есть два ребёнка:
Кловер Брайли Поттс (20 июня, 2020), Чозен Вон Дашан Поттс (16 августа, 2023)    .

## Дискография
- Top Shotta (2020)
- Cottonwood 2[англ.] (2023)